# Нарти (Влоцлавський повіт)
Нарти (пол. Narty) — село в Польщі, у гміні Любень-Куявський Влоцлавського повіту Куявсько-Поморського воєводства.
Населення — 140 осіб (2011).
У 1975-1998 роках село належало до Влоцлавського воєводства.

## Демографія
Демографічна структура станом на 31 березня 2011 року:
|          | Загалом | Допрацездатний вік | Працездатний вік | Постпрацездатний вік |
| -------- | ------- | ------------------ | ---------------- | -------------------- |
| Чоловіки | 78      | 21                 | 52               | 5                    |
| Жінки    | 62      | 11                 | 39               | 12                   |
| Разом    | 140     | 32                 | 91               | 17                   |